# Kanton La Valette-du-Var
Kanton La Valette-du-Var (fr. Canton de la Valette-du-Var) je francouzský kanton v departementu Var v regionu Provence-Alpes-Côte d'Azur. Tvoří ho dvě obce.

## Obce kantonu
- Le Revest-les-Eaux
- La Valette-du-Var